# Liste des épisodes de Pat et Mat

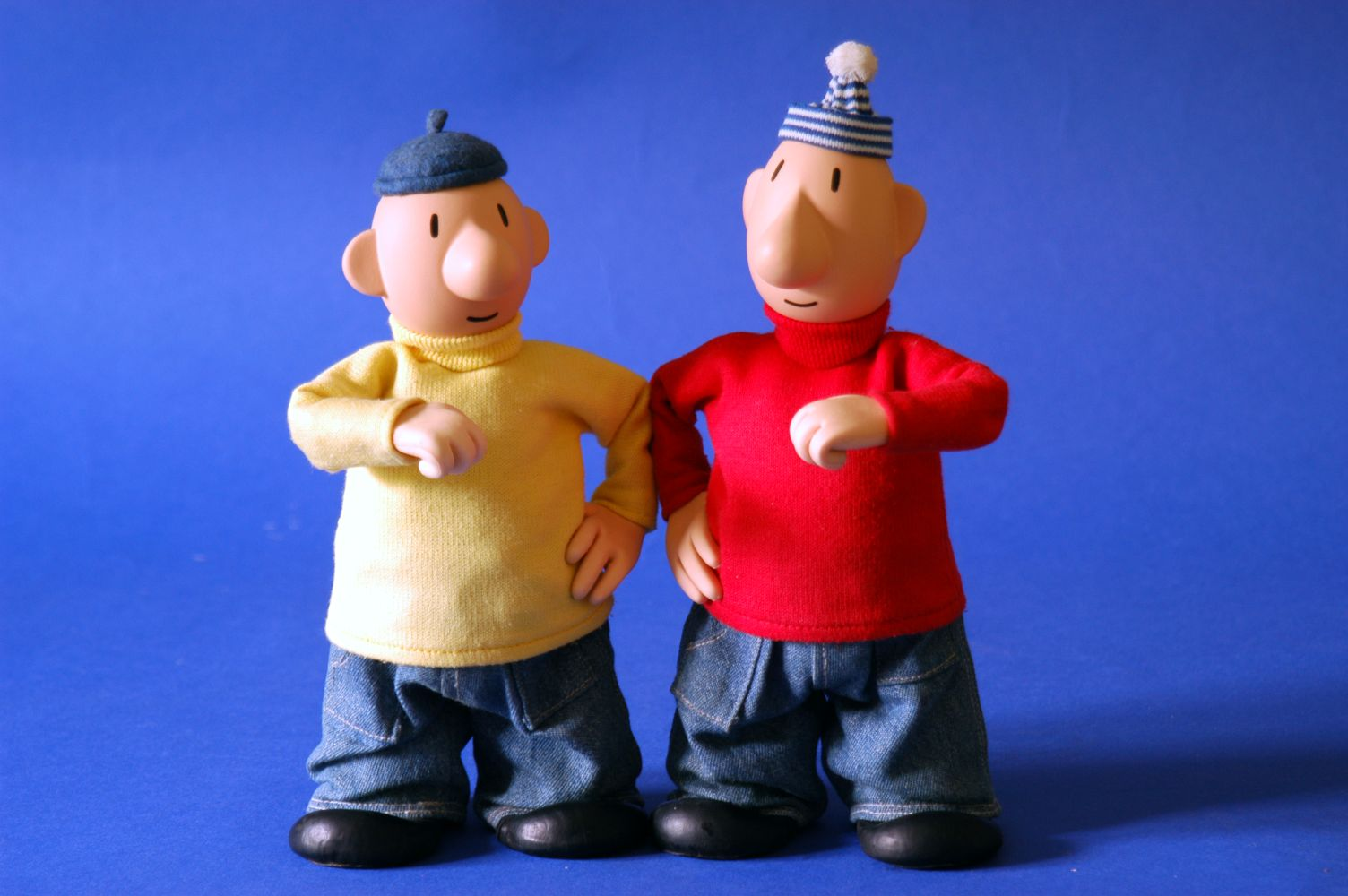
Pat et Mat

Ce qui suit est la liste des épisodes de la série de dessins avec des marionnettes Pat et Mat.

## Saisons

### Épisodes
| N° | Épisodes     | Titre                        | Année     |
| -- | ------------ | ---------------------------- | --------- |
| 1  | 1 (1)        | Kuťáci                       | 1976      |
| 2  | 2-29 (28)    | ...A je to!                  | 1980-1985 |
| 3  | 30-35 (6)    | Pat a Mat                    | 1989-1990 |
| 4  | 36-49 (14)   | Pat a Mat aiF                | 1992-1994 |
| 5  | 50 (1)       | The All - New Pat & Mat Show | 1998      |
| 6  | 51-78 (28)   | Pat a Mat se vracejí         | 2002-2004 |
| 7  | 79-91 (13)   | Pat a Mat na venkově         | 2009-2015 |
| 8  | 92-104 (13)  | Pat a Mat nás baví           | 2018      |
| 9  | 105-117 (13) | Pat a Mat - Zimní radovánky  | 2018      |
| 10 | 118-130 (13) | Pat a Mat kutí               | 2019      |

### Mini-épisodes
| N° | Épisodes | Titre           | Année |
| -- | -------- | --------------- | ----- |
| 1  | 1-8 (8)  | Pat a Mat mluví | 2018  |

## Épisodes
| N°                   | Titre                                       | Titre original      |
| -------------------- | ------------------------------------------- | ------------------- |
| SAISON 1 (1976)      |                                             |                     |
| 1                    | Les Bricoleurs                              | Kuťačí              |
| SAISON 2 (1980–1985) |                                             |                     |
| 2                    | Le Papier peint                             | Tapety              |
| 3                    | Le Tableau                                  | Obraz               |
| 4                    | Le Garage                                   | Garaž               |
| 5                    | La Chaise rock                              | Houpací křeslo      |
| 6                    | L'Atelier                                   | Dílna               |
| 7                    | Le Grill                                    | Gril                |
| 8                    | Le Tourne-disque                            | Gramofon            |
| 9                    | Le Tapis                                    | Koberec             |
| 10                   | La Lumière                                  | Světlo              |
| 11                   | Le Déménagement                             | Stěhování           |
| 12                   | Le Mot croisé                               | Křížovka            |
| 13                   | L'Eau                                       | Voda                |
| 14                   | Les Sauteurs                                | Skokaní             |
| 15                   | Le Jardinet                                 | Zahrádka            |
| 16                   | L'Abri pour oiseaux                         | Budka               |
| 17                   | La Salle de gym                             | Telecvična          |
| 18                   | La Peinture                                 | Malování            |
| 19                   | La Machine à laver                          | Pračka              |
| 20                   | La Grande lessive                           | Vělke přadlo        |
| 21                   | Le Déjeuner sur l'herbe                     | Snídaně v trávě     |
| 22                   | La Pluie                                    | Déšť                |
| 23                   | La Panne                                    | Porucha             |
| 24                   | Les Patins                                  | Brusle              |
| 25                   | L'Excursion                                 | Výlet               |
| 26                   | Les Vignerons                               | Vinaři              |
| 27                   | Les Céramistes                              | Hrnčíři             |
| 28                   | Le Piano                                    | Klavír              |
| 29                   | La Pomme                                    | Jablko              |
| SAISON 3 (1989–1990) |                                             |                     |
| 30                   | La Porte                                    | Dveře               |
| 31                   | Le Nettoyage de printemps                   | Generální úklid     |
| 32                   | La Clé                                      | Klíč                |
| 33                   | La Tondeuse                                 | Sekačka             |
| 34                   | Le Toit                                     | Střecha             |
| 35                   | Les Meubles                                 | Nábytek             |
| SAISON 4 (1992–1994) |                                             |                     |
| 36                   | Le Trésor                                   | Trezor              |
| 37                   | Le Garde-boue                               | Blatník             |
| 38                   | Le Maquettistes                             | Modeláří            |
| 39                   | Le Windsurfing                              | Windsurfing         |
| 40                   | Les Biscuits                                | Sušenky             |
| 41                   | La Porte du garage                          | Vrata               |
| 42                   | Les Cyclistes                               | Cyklisti            |
| 43                   | Les Catelles                                | Dlaždice            |
| 44                   | Le Parquet                                  | Parkety             |
| 45                   | La Gouttière                                | Okap                |
| 46                   | La Haie                                     | Živý plot           |
| 47                   | L'Accident                                  | Nehoda              |
| 48                   | Le Billard                                  | Kulečník            |
| 49                   | Le Cabriolet                                | Kabriolet           |
| SAISON 5 (1998)      |                                             |                     |
| 50                   | Les Cartes                                  | Karty               |
| SAISON 6 (2002–2004) |                                             |                     |
| 51                   | Ils grillent des saucisses                  | Opékají špekačky    |
| 52                   | Ils réparent le toit                        | Opravují střechu    |
| 53                   | Ils repeignent les fenêtres                 | Natirají okna       |
| 54                   | Ils repeignent le sol                       | Natirají podlahu    |
| 55                   | Ils tiennent la ligne                       | Stíhla line         |
| 56                   | Ils font de compotes                        | Zavařuji            |
| 57                   | Ils accrochent une colline (sur un tableau) | Věši krajinu        |
| 58                   | Ils sont malades                            | Stůňou              |
| 59                   | Ils jouent au golf                          | Hrají golf          |
| 60                   | La Boite noire                              | Černa bedýnka       |
| 61                   | La Niche                                    | Psí buda            |
| 62                   | La Serre                                    | Skleník             |
| 63                   | La Balançoire                               | Houpačka            |
| 64                   | Le Visiteur indésirable                     | Nezvaný navštěvník  |
| 65                   | Les Gardes du corps                         | Bodyguardí          |
| 66                   | Le Puzzle                                   | Puzzle              |
| 67                   | L'Œuf de Pâques                             | Velikanoční vajíčko |
| 68                   | Le Distributeur                             | Automat             |
| 69                   | La Piste d'automobiles                      | Autodráha           |
| 70                   | L'Aquarium                                  | Akvárium            |
| 71                   | L'Ulm                                       | Rogalo              |
| 72                   | Les Roulettes                               | Kolečka             |
| 73                   | Où est-ce que ça se passe ?                 | Někam to zapadlo    |
| 74                   | La Piscine                                  | Kopají bazén        |
| 75                   | Le Fax                                      | Fax                 |
| 76                   | Les Fraises                                 | Jahody              |
| 77                   | La Fête de Noël                             | Vánočka             |
| 78                   | Le Sapin de Noël                            | Vánoční stromeček   |
| SAISON 7 (2009–2015) |                                             |                     |
| 79                   | Les Lits                                    | Postele             |
| 80                   | Les Plaques                                 | Papírový servis     |
| 81                   | L'Eau                                       | Vodovod             |
| 82                   | L'Aspirateur                                | Vysavač             |
| 83                   | L'Étage                                     | Podlaha             |
| 84                   | Le Projecteur                               | Promitačka          |
| 85                   | Le Piscine                                  | Bazén               |
| 86                   | Le Jus                                      | Pomerančova sťáva   |
| 87                   | Le Cactus                                   | Kaktus              |
| 88                   | Le Carrelage                                | Obkladačky          |
| 89                   | L'Arbre                                     | Suchý strom         |
| 90                   | Le Vélo d'entraînement                      | Rotoped             |
| 91                   | Le Pare-soleil                              | Sluneční Clona      |
| SAISON 8 (2018)      |                                             |                     |
| 92                   | Les Abeilles                                | Včely               |
| 93                   | La Tondeuse solaire                         | Solární sekačka     |
| 94                   | Le Taupe                                    | Krtek               |
| 95                   | Le Rodéo                                    | Rodeo               |
| 96                   | Le Carrousel                                | Kotoloč             |
| 97                   | La Lave-vaisselle                           | Myčka               |
| 98                   | La Clôture                                  | Plot                |
| 99                   | Le Cheminée obstruée                        | Upcány komín        |
| 100                  | L'Évier bouché                              | Odpad               |
| 101                  | Le Centrale électrique                      | Elektrárna          |
| 102                  | Les Rocailles                               | Skalka              |
| 103                  | L'Escalier                                  | Schody              |
| 104                  | La Caméra                                   | Kamera              |
| SAISON 9 (2018)      |                                             |                     |
| 105                  | La Neige                                    | Kalamita            |
| 106                  | Le Sauna                                    | Sauna               |
| 107                  | Bethléem                                    | Betlém              |
| 108                  | Le Sapin                                    | Stromeček           |
| 109                  | Les Lumières de Noël                        | Vánoční světýlka    |
| 110                  | Les Cadeaux                                 | Dárky               |
| 111                  | La Saint-Sylvestre                          | Silvestr            |
| 112                  |                                             | Bramborový salát    |
| 113                  |                                             | Perníková chaloupka |
| 114                  |                                             | Ledovka             |
| 115                  |                                             | Iglú                |
| 116                  |                                             | Novoroční přání     |
| 117                  |                                             | Kapr                |
| SAISON 10 (2019)     |                                             |                     |
| 118                  |                                             | Automyčka           |
| 119                  |                                             | Popcorn             |
| 120                  |                                             | Létající stroj      |
| 121                  |                                             | Nábytek             |
| 122                  |                                             | Palačinky           |
| 123                  |                                             | Fotopast            |
| 124                  |                                             | Sklizeň             |
| 125                  |                                             | Pizza               |
| 126                  |                                             | Barbecue            |
| 127                  |                                             | Potrubní pošta      |
| 128                  |                                             | Výroba ledu         |
| 129                  |                                             | Pečou chleba        |
| 130                  |                                             | Garážová vrata      |

## Spécial
| N°                       | Titre      | Titre original |
| ------------------------ | ---------- | -------------- |
| Épisodes spécial (2011-) |            |                |
| 1                        | Le pommier | Jabloň         |

## Mini-épisodes
| N°              | Titre                         | Titre original |
| --------------- | ----------------------------- | -------------- |
| SAISON 1 (2018) |                               |                |
| 1               | Les Beignets                  | Koblihy        |
| 2               | La Fête de la Saint-Sylvestre | Rachejtle      |
| 3               | Le Selfie                     | Selfie         |
| 4               | Le Sapin                      | Stromek        |
| 5               | Le Skateboard                 | Skateboard     |
| 6               | Croisement de les bricoleurs  | Kopáči         |
| 7               | L'Aspirateur                  | LUX            |
| 8               | Les Cartes                    | Karty          |

## Films
| N° | Année | Titre français                        | Titre original             |
| -- | ----- | ------------------------------------- | -------------------------- |
| 1  | 2016  | Les nouvelles aventures de Pat et Mat | Pat a Mat ve filmu         |
| 2  | 2018  | Pat et Mat déménagent                 | Pat a Mat nás baví         |
| 3  | 2018  | Pat et Mat en hiver                   | Pat a Mat: Zimní radovánky |

## Produits dérivés

### DVD
| DVD                               | Volume | Saison(s) | Année |
| --------------------------------- | ------ | --------- | ----- |
| Pat et Mat, les petits bricoleurs | 1      | 1-2       | 2001  |
| Pat et Mat, les petits bricoleurs | 2      | 2-3       | 2002  |
| Pat et Mat, les petits bricoleurs | 3      | 3-4       | 2003  |
| Pat et Mat, les petits bricoleurs | 4      | 6         | 2005  |